# Парламентские выборы в Бельгии (1968)
Парламентские выборы в Бельгии (1968) состоялись 31 марта. Выборы были внеочередными и проходили в условиях острого кризиса, вызванного действиями фламандских студентов Лувенского университета, требовавших перевода франкоязычных студентов в Валлонию (т.н. Лёвенский кризис). Правительство, возглавлявшееся Полем ван ден Буйнантсом, отказалось удовлетворить эти требования и министры, представлявшие Социально-христианскую партию ушли в отставку.
На предыдущих парламентских выборах победу одержала широкая коалиция правых социал-христиан и социалистов.

## Результаты выборов
| Палата представителей | Палата представителей               | Палата представителей                                 | Палата представителей                                 | Палата представителей                                 | Сенат              | Сенат          | Сенат          |
| Партия                | Партия                              | Голосов                                               | Мест                                                  | Δ                                                     | Голосов            | Мест           | Δ              |
| --------------------- | ----------------------------------- | ----------------------------------------------------- | ----------------------------------------------------- | ----------------------------------------------------- | ------------------ | -------------- | -------------- |
|                       | Социально-христианская партия       | 1 643 785 (31,75%)                                    | 69                                                    | ▼ 8                                                   | 1 398 065 (27,35%) | 31             | ▼ 13           |
|                       | Либеральная партия                  | 1 080 894 (20,87%)                                    | 47                                                    | ▼ 1                                                   | 1 073 860 (21,01%) | 22             | ▼ 1            |
|                       | Бельгийская социалистическая партия | 1 449 172 (27,99%)                                    | 59                                                    | ▼ 5                                                   | 1 455 714 (28,48%) | 33             | ▲ 2            |
|                       | Коммунистическая партия Бельгии     | 170 625 (3,29%)                                       | 5                                                     | ▼ 1                                                   | 180 130 (3,52%)    | 2              | ▼ 1            |
|                       | Фламандский народный союз           | 506 697 (9,79%)                                       | 20                                                    | ▲ 8                                                   | 513 342 (10,04%)   | 9              | ▲ 5            |
|                       | Валлонская рабочая партия           | 3 474 (0,07%)                                         | 0                                                     | ▼ 1                                                   | Не участвовали     | Не участвовали | Не участвовали |
|                       | Франкофонский демократический фронт | 305 444 (5,90%)                                       | 12                                                    | ▲ 12                                                  | 293 433 (5,74%)    | 5              | ▲ 4            |
|                       | Валлонский путь                     | Единый список с Франкофонским демократическим фронтом | Единый список с Франкофонским демократическим фронтом | Единый список с Франкофонским демократическим фронтом | 183 171 (3,58%)    | 4              | ▲ 4            |
|                       | Другие                              | 17 861 (0,34%)                                        | 0                                                     | -                                                     | 14 103 (0,28%)     | 0              | -              |
|                       | Всего                               | 5 177 952 (83,92%)                                    | 212                                                   | -                                                     | 5 111 818 (82,85%) | 106            | -              |

Выборы в очередной раз продемонстрировали падение влияния старых "традиционных" политических партий (католики, либералы, социалисты и коммунисты) и рост политического веса "молодых" партий, построенных по языковому принципу и отражающих интересы отдельных социальных групп в одной из языковых общин Бельгии.
Что касается распределения мест в парламенте, то большая коалиция удержала за собой большинство мест в обеих палатах и продолжила формировать двухпартийное правительство. Премьер-министром в третий раз стал Гастон Эйскенс.
Следующие парламентские выборы состоялись в Бельгии в 1971 году.